# Samuel Moutoussamy
Samuel Moutoussamy (Parigi, 12 agosto 1996) è un calciatore francese naturalizzato congolese (Repubblica Democratica del Congo), centrocampista del Sivasspor e della nazionale congolese.

## Biografia
È nato a Parigi da una coppia di immigrati: la madre è congolese, mentre il padre è indo-guadalupano con origini tamil.

## Carriera

### Club

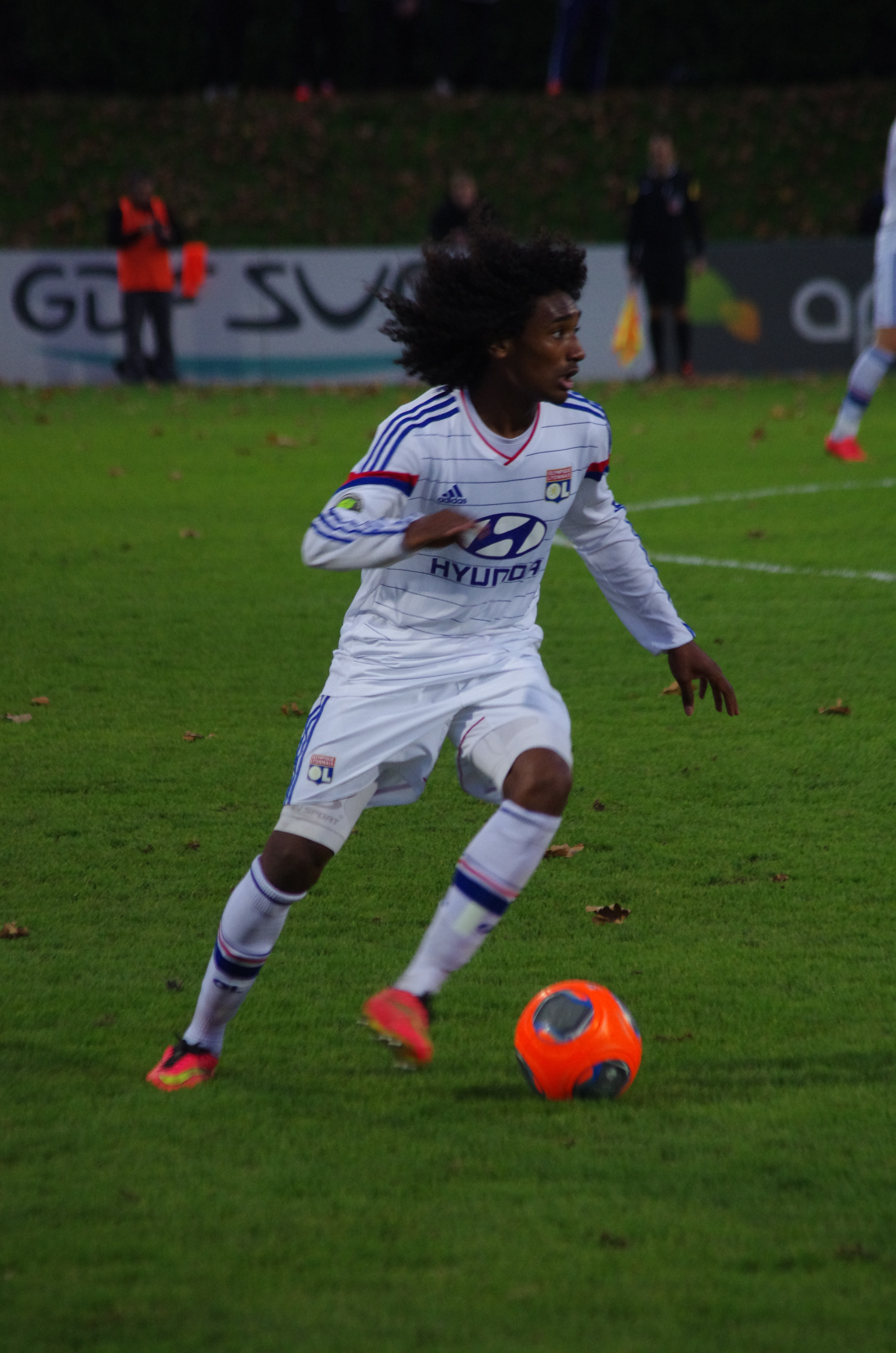
Moutoussamy nel 2014 con la maglia dell'.

Cresciuto nelle giovanili dell'Olympique Lione, è poi passato in quelle del Nantes, con cui ha esordito in Ligue 1 il 12 agosto 2017 in occasione del match esterno perso 1-0 contro l'Olympique Marsiglia, proprio contro il Marsiglia, il 28 aprile 2019 arriva il primo gol con la maglia dei canarini allo Stadio Vélodrome per il momentaneo 0-1 (partita terminata poi 1-2 per i jeunes et verts, conquistando i tre punti che hanno sancito la salvezza matematica per la squadra allenata da Vahid Halilhodžić).
Il 6 ottobre 2020 si trasferisce a titolo temporaneo al Fortuna Sittard, nei Paesi Bassi. Conclusa la stagione con 14 presenze all'attivo, torna al Nantes con cui vince la coppa di Francia nella finale dell'8 maggio 2022 contro il Nizza.
Nell'avvio della stagione seguente, dopo aver perso la supercoppa francese nella finale di Tel Aviv contro il Paris Saint-Germain (4-0), debutta nelle competizioni confederali in occasione della gara casalinga di UEFA Europa League vinta per 2-1 sull'Olympiacos, nella quale è autore dell'unico gol degli avversari causato da un suo autogol. Il 29 gennaio 2023, in occasione della gara di campionato pareggiata 0-0 in casa del Clermont Foot, disputa la sua centesima partita in Ligue 1 con la maglia del Nantes.
Il 29 aprile dello stesso anno gioca la seconda finale di Coppa di Francia, stavolta perdendola con il risultato di 1-5 contro il Tolosa; mentre il 14 maggio, sempre contro il Tolosa, è nominato per la prima volta capitano dei canarini.
Dopo aver passato un’ulteriore stagione con la maglia dei canarini, alla fine della stessa decide di non rinnovare il proprio contratto e lascia il club dopo otto stagioni.
Rimasto dunque svincolato, il 22 agosto 2024 si accasa in Turchia al Sivasspor.
Appena due giorni dopo, il 24 agosto, debutta con la nuova maglia nella sconfitta casalinga di misura (0-1) contro il Eyüpspor, nella quale subentra a gara in corso a Alex Pritchard.

### Nazionale
In possesso della doppia cittadinanza, decide di giocare per la nazionale della Repubblica Democratica del Congo, con cui debutta in un'amichevole contro l'Algeria il 10 ottobre 2019.
Il 27 dicembre 2023 viene inseriro dal commissario tecnico Sébastien Desabre nella lista dei convocati alla Coppa delle nazioni africane 2023 in Costa d'Avorio. 
Il 17 gennaio 2024 debutta nella competizione iridata nel pareggio per 1-1 contro la Zambia. Gioca poi in tutte le gare disputati dai les Léopards, contribuendo al raggiungimento delle semifinali, dove perdono contro i padroni di casa della Costa d'Avorio. Il 10 febbraio 2024 gioca anche la finale per il 3º posto contro il Sudafrica, persa ai tiri di rigore dopo che si era conclusa in parità alla fine dei tempi regolamentari.

## Statistiche

### Presenze e reti nei club
Statistiche aggiornate al 30 giugno 2025.
| Stagione          | Squadra           | Campionato        | Campionato | Campionato | Coppe nazionali | Coppe nazionali | Coppe nazionali | Coppe continentali | Coppe continentali | Coppe continentali | Altre coppe | Altre coppe | Altre coppe | Totale | Totale | Totale |
| Stagione          | Squadra           | Comp              | Pres       | Reti       | Comp            | Pres            | Reti            | Comp               | Pres               | Reti               | Comp        | Pres        | Reti        | Pres   | Reti   |        |
| ----------------- | ----------------- | ----------------- | ---------- | ---------- | --------------- | --------------- | --------------- | ------------------ | ------------------ | ------------------ | ----------- | ----------- | ----------- | ------ | ------ | ------ |
| 2013-2014         | O. Lione 2        | CFA               | 6          | 0          |                 | -               | -               |                    | -                  | -                  |             | -           | -           | 6      | 0      |        |
| 2014-2015         | O. Lione 2        | CFA               | 17         | 1          |                 | -               | -               |                    | -                  | -                  |             | -           | -           | 17     | 1      |        |
| 2015-2016         | O. Lione 2        | CFA               | 27         | 1          |                 | -               | -               |                    | -                  | -                  |             | -           | -           | 27     | 1      |        |
| Totale O. Lione 2 | Totale O. Lione 2 | Totale O. Lione 2 | 50         | 2          |                 | -               | -               |                    | -                  | -                  |             | -           | -           | 50     | 2      |        |
| 2016-2017         | Nantes 2          | CFA               | 30         | 3          |                 | -               | -               |                    | -                  | -                  |             | -           | -           | 30     | 3      |        |
| 2017-2018         | Nantes 2          | N3                | 10         | 2          |                 | -               | -               |                    | -                  | -                  |             | -           | -           | 10     | 2      |        |
| Totale Nantes 2   | Totale Nantes 2   | Totale Nantes 2   | 40         | 5          |                 | 0               | 0               |                    | -                  | -                  |             | -           | -           | 40     | 5      |        |
| 2017-2018         | Nantes            | L1                | 7          | 0          | CF+CdL          | 0               | 0               |                    | -                  | -                  |             | -           | -           | 7      | 0      |        |
| 2018-2019         | Nantes            | L1                | 28         | 2          | CF+CdL          | 3+0             | 0+0             |                    | -                  | -                  |             | -           | -           | 31     | 2      |        |
| 2019-2020         | Nantes            | L1                | 17         | 0          | CF+CdL          | 1+2             | 0+0             |                    | -                  | -                  |             | -           | -           | 20     | 0      |        |
| sett.2020         | Nantes            | L1                | 1          | 0          | CF              | 0               | 0               |                    | -                  | -                  |             | -           | -           | 1      | 0      |        |
| ott.2020-2021     | Fortuna Sittard   | ED                | 14         | 0          | CO              | 1               | 0               |                    | -                  | -                  |             | -           | -           | 15     | 0      |        |
| 2021-2022         | Nantes            | L1                | 30         | 0          | CF              | 4               | 1               |                    | -                  | -                  |             | -           | -           | 34     | 1      |        |
| 2022-2023         | Nantes            | L1                | 35         | 0          | CF              | 6               | 0               | UEL                | 8                  | 0                  | SF          | 1           | 0           | 50     | 0      |        |
| 2023-2024         | Nantes            | L1                | 26         | 1          | CF              | 0               | 0               | -                  | -                  | -                  | -           | -           | -           | 26     | 1      |        |
| Totale Nantes     | Totale Nantes     | Totale Nantes     | 144        | 3          |                 | 16              | 1               |                    | 8                  | 0                  |             | 1           | 0           | 169    | 4      |        |
| 2024-2025         | Sivasspor         | SL                | 30         | 0          | TK              | 3               | 0               | -                  | -                  | -                  | -           | -           | -           | 33     | 0      |        |
| Totale carriera   | Totale carriera   | Totale carriera   | 278        | 10         |                 | 20              | 1               |                    | 8                  | 0                  |             | 1           | 0           | 307    | 11     |        |

### Cronologia presenze e reti in nazionale
| Cronologia completa delle presenze e delle reti in nazionale ― RD del Congo | Cronologia completa delle presenze e delle reti in nazionale ― RD del Congo | Cronologia completa delle presenze e delle reti in nazionale ― RD del Congo | Cronologia completa delle presenze e delle reti in nazionale ― RD del Congo | Cronologia completa delle presenze e delle reti in nazionale ― RD del Congo | Cronologia completa delle presenze e delle reti in nazionale ― RD del Congo | Cronologia completa delle presenze e delle reti in nazionale ― RD del Congo | Cronologia completa delle presenze e delle reti in nazionale ― RD del Congo |
| Data                                                                        | Città                                                                       | In casa                                                                     | Risultato                                                                   | Ospiti                                                                      | Competizione                                                                | Reti                                                                        | Note                                                                        |
| --------------------------------------------------------------------------- | --------------------------------------------------------------------------- | --------------------------------------------------------------------------- | --------------------------------------------------------------------------- | --------------------------------------------------------------------------- | --------------------------------------------------------------------------- | --------------------------------------------------------------------------- | --------------------------------------------------------------------------- |
| 10-10-2019                                                                  | Blida                                                                       | Algeria                                                                     | 0 – 0                                                                       | RD del Congo                                                                | Amichevole                                                                  | -                                                                           | 66’                                                                         |
| 13-10-2019                                                                  | Abidjan                                                                     | Costa d'Avorio                                                              | 3 – 1                                                                       | RD del Congo                                                                | Amichevole                                                                  | -                                                                           |                                                                             |
| 18-11-2019                                                                  | Bakau                                                                       | Gambia                                                                      | 2 – 2                                                                       | RD del Congo                                                                | Qual. Coppa d'Africa 2021                                                   | -                                                                           | 59’                                                                         |
| 9-10-2020                                                                   | El Jadida                                                                   | Burkina Faso                                                                | 1 – 0                                                                       | RD del Congo                                                                | Amichevole                                                                  | -                                                                           | 52’                                                                         |
| 13-10-2020                                                                  | Rabat                                                                       | Marocco                                                                     | 1 – 1                                                                       | RD del Congo                                                                | Amichevole                                                                  | -                                                                           |                                                                             |
| 14-11-2020                                                                  | Kinshasa                                                                    | RD del Congo                                                                | 0 – 0                                                                       | Angola                                                                      | Qual. Coppa d'Africa 2021                                                   | -                                                                           | 46’                                                                         |
| 17-11-2020                                                                  | Luanda                                                                      | Angola                                                                      | 0 – 1                                                                       | RD del Congo                                                                | Qual. Coppa d'Africa 2021                                                   | -                                                                           | 54’                                                                         |
| 5-6-2021                                                                    | Radès                                                                       | Tunisia                                                                     | 1 – 0                                                                       | RD del Congo                                                                | Amichevole                                                                  | -                                                                           | 72’                                                                         |
| 14-11-2020                                                                  | Radès                                                                       | RD del Congo                                                                | 1 – 1                                                                       | Mali                                                                        | Amichevole                                                                  | -                                                                           | 46’                                                                         |
| 14-11-2020                                                                  | Kinshasa                                                                    | RD del Congo                                                                | 0 – 0                                                                       | Tanzania                                                                    | Qual. Mondiali 2022                                                         | -                                                                           | 58’ 83’                                                                     |
| 6-9-2021                                                                    | Cotonou                                                                     | Benin                                                                       | 1 – 1                                                                       | RD del Congo                                                                | Qual. Mondiali 2022                                                         | -                                                                           |                                                                             |
| 7-10-2021                                                                   | Kinshasa                                                                    | RD del Congo                                                                | 2 – 0                                                                       | Madagascar                                                                  | Qual. Mondiali 2022                                                         | -                                                                           |                                                                             |
| 10-10-2021                                                                  | Antananarivo                                                                | Madagascar                                                                  | 1 – 0                                                                       | RD del Congo                                                                | Qual. Mondiali 2022                                                         | -                                                                           | 41’ 78’                                                                     |
| 14-11-2021                                                                  | Kinshasa                                                                    | RD del Congo                                                                | 2 – 0                                                                       | Benin                                                                       | Qual. Mondiali 2022                                                         | -                                                                           | 34’ 63’                                                                     |
| 4-6-2022                                                                    | Kinshasa                                                                    | RD del Congo                                                                | 0 – 1                                                                       | Gabon                                                                       | Qual. Coppa d'Africa 2023                                                   | -                                                                           |                                                                             |
| 8-6-2022                                                                    | Omdurman                                                                    | Sudan                                                                       | 2 – 1                                                                       | RD del Congo                                                                | Qual. Coppa d'Africa 2023                                                   | -                                                                           |                                                                             |
| 23-9-2022                                                                   | Casablanca                                                                  | Burkina Faso                                                                | 1 – 0                                                                       | RD del Congo                                                                | Amichevole                                                                  | -                                                                           |                                                                             |
| 27-9-2022                                                                   | Casablanca                                                                  | RD del Congo                                                                | 3 – 0                                                                       | Sierra Leone                                                                | Amichevole                                                                  | -                                                                           | 89’                                                                         |
| 24-3-2023                                                                   | Lubumbashi                                                                  | RD del Congo                                                                | 3 – 1                                                                       | Mauritania                                                                  | Qual. Coppa d'Africa 2023                                                   | -                                                                           |                                                                             |
| 28-3-2023                                                                   | Nouakchott                                                                  | Mauritania                                                                  | 1 – 1                                                                       | RD del Congo                                                                | Qual. Coppa d'Africa 2023                                                   | -                                                                           |                                                                             |
| 14-6-2023                                                                   | Douala                                                                      | RD del Congo                                                                | 1 – 0                                                                       | Uganda                                                                      | Amichevole                                                                  | -                                                                           | 67’                                                                         |
| 18-6-2023                                                                   | Franceville                                                                 | Gabon                                                                       | 0 – 2                                                                       | RD del Congo                                                                | Qual. Coppa d'Africa 2023                                                   | -                                                                           |                                                                             |
| 9-9-2023                                                                    | Kinshasa                                                                    | RD del Congo                                                                | 2 – 0                                                                       | Sudan                                                                       | Qual. Coppa d'Africa 2023                                                   | -                                                                           |                                                                             |
| 13-10-2023                                                                  | Murcia                                                                      | Nuova Zelanda                                                               | 1 – 1                                                                       | RD del Congo                                                                | Amichevole                                                                  | -                                                                           |                                                                             |
| 17-10-2023                                                                  | Setúbal                                                                     | Angola                                                                      | 0 – 0                                                                       | RD del Congo                                                                | Amichevole                                                                  | -                                                                           |                                                                             |
| 15-11-2023                                                                  | Kinshasa                                                                    | RD del Congo                                                                | 2 – 0                                                                       | Mauritania                                                                  | Qual. Mondiali 2026                                                         | -                                                                           |                                                                             |
| 6-1-2024                                                                    | Dubai                                                                       | RD del Congo                                                                | 0 – 0                                                                       | Angola                                                                      | Amichevole                                                                  | -                                                                           | 86’                                                                         |
| 10-1-2024                                                                   | Abu Dhabi                                                                   | RD del Congo                                                                | 1 – 2                                                                       | Burkina Faso                                                                | Amichevole                                                                  | -                                                                           |                                                                             |
| 17-1-2024                                                                   | San-Pédro                                                                   | RD del Congo                                                                | 1 – 1                                                                       | Zambia                                                                      | Coppa d'Africa 2023 - 1º turno                                              | -                                                                           |                                                                             |
| 21-1-2024                                                                   | San-Pédro                                                                   | Marocco                                                                     | 1 – 1                                                                       | RD del Congo                                                                | Coppa d'Africa 2023 - 1º turno                                              | -                                                                           |                                                                             |
| 24-1-2024                                                                   | Korhogo                                                                     | Tanzania                                                                    | 0 – 0                                                                       | RD del Congo                                                                | Coppa d'Africa 2023 - 1º turno                                              | -                                                                           |                                                                             |
| 28-1-2024                                                                   | San-Pedro                                                                   | Egitto                                                                      | 1 – 1 dts (7 - 8 dtr)                                                       | RD del Congo                                                                | Coppa d'Africa 2023 - Ottavi di finale                                      | -                                                                           |                                                                             |
| 2-2-2024                                                                    | Abidjan                                                                     | RD del Congo                                                                | 3 – 1                                                                       | Guinea                                                                      | Coppa d'Africa 2023 - Quarti di finale                                      | -                                                                           |                                                                             |
| 7-2-2024                                                                    | Abidjan                                                                     | Costa d'Avorio                                                              | 1 – 0                                                                       | RD del Congo                                                                | Coppa d'Africa 2023 - Semifinale                                            | -                                                                           |                                                                             |
| 10-2-2024                                                                   | Abidjan                                                                     | Sudafrica                                                                   | 0 – 0 dts (6 – 5 dtr)                                                       | RD del Congo                                                                | Coppa d'Africa 2023 - Finale 3º posto                                       | -                                                                           |                                                                             |
| 6-6-2024                                                                    | Diamniadio                                                                  | Senegal                                                                     | 1 – 1                                                                       | RD del Congo                                                                | Qual. Mondiali 2026                                                         | -                                                                           |                                                                             |
| 9-6-2024                                                                    | Kinshasa                                                                    | RD del Congo                                                                | 1 – 0                                                                       | Togo                                                                        | Qual. Mondiali 2026                                                         | -                                                                           | 90+4’                                                                       |
| 6-9-2024                                                                    | Kinshasa                                                                    | RD del Congo                                                                | 1 – 0                                                                       | Guinea                                                                      | Qual. Coppa d'Africa 2025                                                   | -                                                                           |                                                                             |
| 9-9-2024                                                                    | Dar-es-Salaam                                                               | Etiopia                                                                     | 0 – 2                                                                       | RD del Congo                                                                | Qual. Coppa d'Africa 2025                                                   | -                                                                           |                                                                             |
| 10-10-2024                                                                  | Kinshasa                                                                    | RD del Congo                                                                | 1 – 0                                                                       | Tanzania                                                                    | Qual. Coppa d'Africa 2025                                                   | -                                                                           | 72’                                                                         |
| 15-10-2024                                                                  | Dar es Salaam                                                               | Tanzania                                                                    | 0 – 2                                                                       | RD del Congo                                                                | Qual. Coppa d'Africa 2025                                                   | -                                                                           |                                                                             |
| 16-11-2024                                                                  | Abidjan                                                                     | Guinea                                                                      | 1 – 0                                                                       | RD del Congo                                                                | Qual. Coppa d'Africa 2025                                                   | -                                                                           |                                                                             |
| 21-3-2025                                                                   | Kinshasa                                                                    | RD del Congo                                                                | 1 – 0                                                                       | Sudan del Sud                                                               | Qual. Mondiali 2026                                                         | -                                                                           |                                                                             |
| 24-3-2025                                                                   | Nouadhibou                                                                  | Mauritania                                                                  | 0 – 2                                                                       | RD del Congo                                                                | Qual. Mondiali 2026                                                         | -                                                                           |                                                                             |
| 5-6-2025                                                                    | Orléans                                                                     | RD del Congo                                                                | 1 – 0                                                                       | Mali                                                                        | Amichevole                                                                  | -                                                                           |                                                                             |
| 8-6-2025                                                                    | Orléans                                                                     | RD del Congo                                                                | 3 – 1                                                                       | Madagascar                                                                  | Amichevole                                                                  | -                                                                           |                                                                             |
| Totale                                                                      |                                                                             | Presenze                                                                    | 46                                                                          |                                                                             | Reti                                                                        | 0                                                                           |                                                                             |

## Palmarès
- Coppa di Francia: 1

Nantes: 2021-2022